# 吐谷浑玑
吐谷浑玑（480年—516年8月3日），字龙宝，吐谷浑王族，北魏官员，吐谷浑首领阿豺的曾孙。
魏太武帝太平真君五年（444年），阿豺的儿子纬代被杀，吐谷浑玑的祖父吐谷浑头颓和叱力延兄弟八人投靠北魏。于是世居洛阳。吐谷浑玑二十岁时袭父爵，内侍宫廷，授任直寝奉车都尉，封汶山侯。他处武怀文，博畅群籍，善文艺，爱琴书。熙平元年岁在丙申六月丙申朔廿日乙卯（516年8月3日），吐谷浑玑薨于京师洛阳。十一月甲子朔廿一日甲申葬於孝文皇帝大陵之东北。赠使持节、宁朔将军、河州刺史。

## 先世
- 曾祖父：阿豺
- 祖父：吐谷浑头颓，汶山公
- 父：吐谷浑丰，宁西将军、长安镇将、洛州刺史、南中郎将、汶山公
- 弟：吐谷浑仲宝，员外散骑侍郎
- 侄女：吐谷浑静媚